# 刺萼参
刺萼参（学名：Echinocodon draco），一种分布于中国湖北省及陕西省等地的多年生草本植物，是桔梗科刺萼参属中唯一的一种，被列为国家二级重点保护野生植物。

## 发现命名
意大利植物学家雷纳托·潘帕尼尼于1910年发表了一种采自湖北西部的党参属植物－Codonopsis draco。此后100年再无人提及。1984年中国植物学家洪德元发表了一个新属新种－刺萼参属刺萼参。2014年，洪德元在进行党参属及其近缘类群的专著研究中发现Codonopsis draco与刺萼参实为同一种。

## 形态特征
刺萼参呈披散状，全体无毛。主根明显，稍胡萝卜状加粗，直径可达5毫米；茎长可达40厘米，多分枝。叶互生，椭圆形，长0.5-2厘米，基部窄楔形，先端纯，琴状羽裂几达中脉至深裂至半；叶柄长0.5-1厘米；花单朵顶生，或2-3朵集成聚伞花序；花梗长1-5厘米；花萼裂片2-5，多为4，卵状披针形，侧面具2-4个长刺状小裂片，长2-6毫米，宽1-3毫米（不包括刺状小裂片）；花冠紫蓝色，筒状，长3-4.5毫米，3-5裂，常为4裂，裂片与筒部近等长：雄蕊3-5，多为4，初期互相靠合，后来分离，长1.5毫米，下半部增宽，边缘有短毛，花药长圆状；子房下位，3-5室；花柱长1毫米，柱头线形，与子房室数相同，反卷曲，胚珠多数；蒴果球状，径3-5毫米，上位部分锥状，长至2毫米；种子小，黄棕色，椭圆状，有3钝棱。6－7月开花结果。

## 药用
本种在湖北西北部地区称为野西瓜，用作草药，治疗肺结核。